# Mariner of the Seas
Le Mariner of the Seas (ou MS Mariner of the Seas) est un bateau de croisière de classe Voyager appartenant à l'opérateur Royal Caribbean Cruise Line, construit sur le chantier finlandais de Turku, Kvaerner Masa-Yards (devenu STX Europe). Il est mis en service en octobre 2003.
Ne possédant pas le classement Panamax, il ne peut pas franchir les écluses du canal de Panama.

## Histoire
Le pont-piscine a été conçu par le plasticien brésilien Romero Britto.